# Turkovčina
Turkovčina es una localidad de Croacia en el municipio de Bedenica, condado de Zagreb.

## Geografía
Se encuentra a una altitud de 161 m s. n. m. a 50.2 km de la capital nacional, Zagreb.

## Demografía
En el censo 2011, el total de población de la localidad fue de 376 habitantes.